# بوتسیوو
بوتسیوو (به صربی: Buceljevo) یک روستا در صربستان است که در بوسیلگراد واقع شده‌است. بوتسیوو ۲۲ نفر جمعیت دارد.